# Carina Dahl
Carina Jeanette Dahl (Trondheim, 15 agosto 1985) è una cantante e personaggio televisivo norvegese.

## Biografia
Carina Dahl si è fatta conoscere dopo aver partecipato a Big Brother nel 2006. Ha poi lanciato la propria attività musicale, pubblicando l'album in studio Hot Child (2010).
L'anno successivo ha preso parte al Melodi Grand Prix nel tentativo di rappresentare la Norvegia all'Eurofestival, gareggiando con l'inedito Guns & Boys. Ha partecipato nuovamente alla selezione nazionale in due occasioni, l'ultima nel 2019.
È stata premiata con lo Spellemannprisen alla musica da festa. Best på fest (2023), certificato platino dalla IFPI Norge, ha segnato la sua prima top ten nella VG-lista. Ha ottenuto tre ulteriori dischi d'oro e uno di platino, equivalenti a 150 000 unità certificate in singoli.
Best på fest (2024), il suo secondo LP, ha fatto il debutto al 10º posto della graduatoria norvegese e si è conteso lo Spellemannprisen alla musica da festa.

## Discografia

### Album in studio
- 2010 – Hot Child
- 2024 – Best på fest

### EP
- 2013 – I Don't Care

### Raccolte
- 2015 – Hurricane Lover: Acoustic Sessions

### Singoli
- 2009 – Screw/Song Stuck
- 2010 – Crash Test Dummy
- 2011 – Guns and Boys
- 2012 – NLTO (Not like the Others)
- 2013 – Sleepwalking
- 2013 – If That's the Only Way
- 2013 – We Are Who We Are
- 2014 – It Gets Better
- 2014 – Himmelblå (con Gaute Grøtta Grav)
- 2014 – Be My Lover
- 2015 – (Come a Little) Closer
- 2015 – Champions
- 2015 – Hurricane Lover (con Agnete)
- 2015 – Burning
- 2017 – You on Me
- 2018 – Despacito (con Adrian Jørgensen)
- 2018 – Waste No Time
- 2019 – Hold Me Down
- 2019 – Du og æ
- 2019 – Bikinin min
- 2020 – Få mæ hjæm
- 2020 – Shallow (Så ekte nå) (con Åge Sten Nilsen)
- 2020 – Sirkus
- 2020 – Rompa mi (con Linni Meister)
- 2020 – Mammagutt
- 2020 – Jeg så mamma kysse nissen
- 2021 – Toppen av Norge
- 2021 – På frifot
- 2021 – Helt OK
- 2021 – Kjæresten din
- 2021 – Om du dro ifra mæ
- 2021 – Den fineste Chevy'n
- 2022 – Mamma
- 2022 – En gang te
- 2022 – (Æ e ikke) sjalu
- 2022 – Te æ ser dæ igjen
- 2022 – Himmel på jord
- 2023 – Best på fest
- 2023 – 5 Shots (con Ringnes-Ronny)
- 2023 – Uten dæ (con Grannes)
- 2023 – Lyst på dæ
- 2023 – Piga & dräng (con Rasmus Gozzi)
- 2023 – Har du lyst har du lov
- 2024 – På hytta går det bra
- 2024 – Da vi var to (con Halva Priset)
- 2024 – Hvit sommer
- 2024 – Sunnanvind (con LBSB)
- 2024 – Føle mæ fin
- 2024 – Søv når æ dør (con gli Hagle)
- 2024 – Trenger deg nå (con Vidar Villa)
- 2025 – Jentekveld (con Sandra Lyng)
- 2025 – Kunna vorre vær
- 2025 – Nordmenn er gærne (con i Swing'it)
- 2025 – Fest i Trøndelag (con gli Hagle e Johnny Skinnvest)
- 2025 – Pickup Truck